# Malapterurus occidentalis
Malapterurus occidentalis es una especie de peces de la familia Malapteruridae en el orden de los Siluriformes.

## Morfología
Los machos pueden llegar alcanzar los 32 cm de longitud total, con un número de vértebras entre 36 a 38.

## Hábitat
Es un pez de agua dulce.

## Distribución geográfica
Se encuentran en África en los ríos Gambia y Geba (Gambia y Guinea Bissau).